# Майорка-Сон-Муа
Майорка Сон Муа — спортивний комплекс у місті Пальма-де-Майорка, Іспанія.

## Історія
Спортивний комплекс був побудований для святкування Універсіади 1999 року в Пальмі. Це стадіон, на якому Real Club Deportivo Mallorca проводить свої матчі з 1999 року, відтоді як клуб уклав угоду з міською радою Пальма-де-Майорка про його використання для спортивних цілей протягом п'ятдесяти років.
На початку 2020 року Real Club Deportivo Mallorca спільно з міською радою Пальма-де-Майорки досягли угоди щодо реконструкції стадіону з метою охоплення 30 000 глядачів.

## Опис
Стадіон розташований на Каміно-де-лос-Рейес s/n в промисловій зоні Кан Валеро в Пальмі, за 3 км від центру міста. Він вміщує 20 500 глядачів і має розміри 105х68 метрів. Тут 2000 прожекторів, пресзона площею 150 квадратних метрів. Паркінг має 1500 м² для мобільних телевізійних установок, 40 місць для преси та 2700 для широкої публіки.

## Ремонт 2020
На початку 2020 року клуб, який раніше ним керував, «Мальорка», разом із міською радою Пальма-де-Майорки досягли угоди щодо реконструкції стадіону. Проєкт складається з двох етапів. Перший етап полягав у ліквідації легкоатлетичних доріжок і наближенні трибун до поля. Південну та північну трибуни підняли на один рівень з головними трибунами. Основні трибуни були розділені на два поверхи, порівняно з єдиним поверхом, який вони мали. Це була найскладніша робота на стадіоні.
Наприкінці 2021 року почалися роботи з повного будівництва даху стадіону. Було повністю змінено зовнішній вигляд, створивши однорідну металеву конструкцію зі складною системою освітлення. Всередині були створені нові роздягальні, нові зони преси, підземний паркінг, нова VIP-зона місткістю 1500 осіб, створення кухні площею 600 м², новий музей та офіси, опалення для широкої публіки та багато інших покращень. В одному з внутрішніх кілець розташовувалася комерційна зона. Нинішні американські інвестори, які володіють клубом, запевнили, що виставлять стадіон кандидату на проведення фіналу Кубка Іспанії 2025 року. Метою цих робіт було охопити 25 000 глядачів.

## Міжнародні вечірки
Тут Іспанія провела п'ять міжнародних матчів. Останньою була гра 11 жовтня 2013 року проти Білорусі, дійсна для кваліфікації ЧС-2014, з перемогою Іспанії з рахунком 2:1.

## Галерея

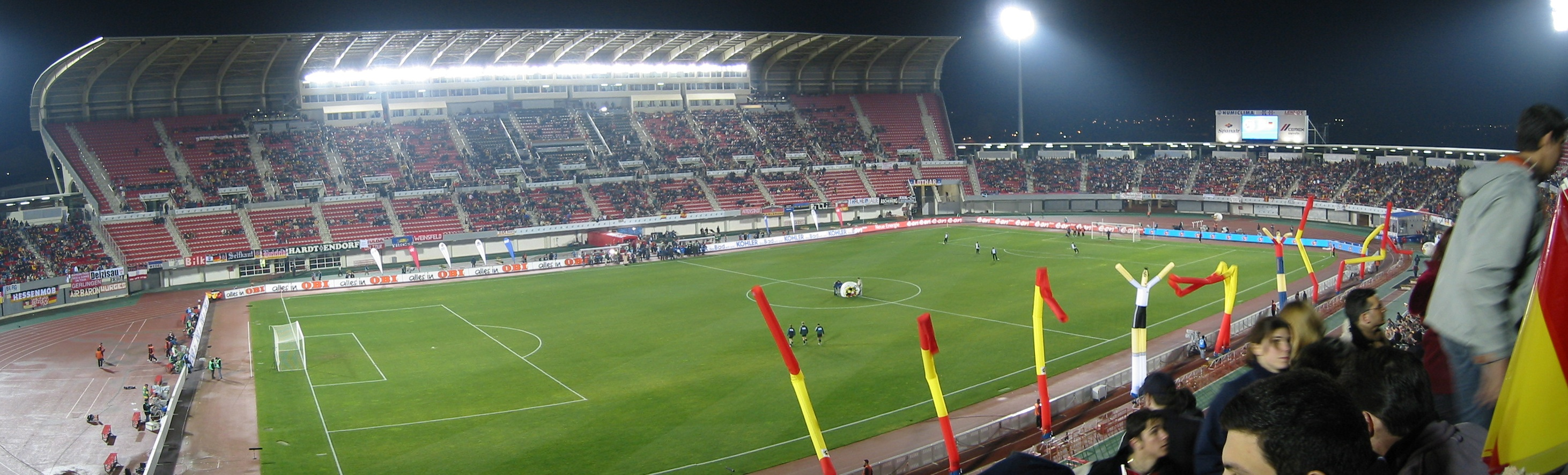
Панорама стадіону під час матчу між Іспанією та Німеччиною